# Patrick Groc
Patrick Groc (n. 6 septembrie 1960, Neuilly-sur-Seine, Région parisienne, Franța) este un scrimer francez, medaliat olimpic. A participat la 3 ediții ale Jocurilor Olimpice (1984, 1988, 1992) în care a câștigat o medalie de bronz.